# Canilhac
Canilhac era una comuna francesa situada en el departamento de Lozère, de la región de Occitania, que el 1 de enero de 2016 fue suprimida al fusionarse con la comuna de Banassac, y formar la comuna nueva de Banassac-Canilhac.

## Demografía
| Gráfica de evolución demográfica de Canilhac entre 1800 y 2013 |
|                                                                |

Los datos demográficos contemplados en este gráfico de la comuna de Canilhac se han cogido de 1800 a 1999 de la página francesa EHESS/Cassini, y los demás datos de la página del INSEE.